# Уродан
Урода́н (якут. Уродаан) — село в Среднеколымском улусе Республики Саха (Якутия) России. Входит в состав Берёзовского национального (кочевого) наслега.

## География
Село находится в северо-восточной части Якутии, в восточной части Среднеколымского улуса, в пределах Юкагирского плоскогорья, на правом берегу Колымы, на расстоянии примерно 102 км (по прямой) к юго-западу от города Среднеколымск, административного центра улуса.
Климат
Климат характеризуется как резко континентальный. Средняя температура воздуха самого тёплого месяца (июля) составляет 12 °C; самого холодного (января) — −38 °C. Среднегодовое количество атмосферных осадков составляет 250—300 мм.
Часовой пояс
Село Уродан находится в часовой зоне МСК+8. Смещение применяемого времени относительно UTC составляет +11:00.

## История
Согласно Закону Республики Саха (Якутия) от 30 ноября 2004 года N 173-З N 353-III село вошло в образованное муниципальное образование Берёзовский национальный (кочевой) наслег.

## Население
| 2002 | 2010 | 2021 |
| ---- | ---- | ---- |
| 25   | ↘8   | ↘3   |

Половой состав
По данным Всероссийской переписи населения 2010 года в гендерной структуре населения мужчины составляли 62,5 %, женщины — соответственно 37,5 %.
Национальный состав
Согласно результатам переписи 2002 года, в национальной структуре населения эвены составляли 56 % из 25 чел.